# Борцово (Нижньогородська область)
Борцово (рос. Борцово) — присілок в Дальнеконстантиновському районі Нижньогородської області Російської Федерації.
Населення становить 54 особи. Входить до складу муніципального утворення Сарлейська сільрада.

## Історія
Від 2009 року входить до складу муніципального утворення Сарлейська сільрада.

## Населення
| 2002 | 2010 |
| ---- | ---- |
| 99   | ↘54  |